# McLean Peak
McLean Peak är en bergstopp i Antarktis. Den ligger i Västantarktis. Inget land gör anspråk på området. Toppen på McLean Peak är 2 290 meter över havet, eller 520 meter över den omgivande terrängen. Bredden vid basen är 2,0 km.
Terrängen runt McLean Peak är kuperad åt nordväst, men åt sydost är den bergig. Trakten är obefolkad. Det finns inga samhällen i närheten.